# Alison Pill
Alison Elizabeth Pill (Toronto, 27 de dezembro de 1985) é uma atriz canadense. Ela é mais conhecida por seu trabalho na série de The Newsroom, e nos filmes Scott Pilgrim vs. the World, Meia-Noite em Paris, Goon e Confissões de Uma Adolescente em Crise.

## Carreira
Alison Pill decidiu que queria ser atriz aos 10 anos. Seus pais, então, a colocaram no Coro infantil de Toronto, onde ela logo se destacou como narradora das performances do grupo, o que lhe garantiu seu primeiro trabalho: gravar audiolivro para crianças. Depois de um tempo conseguiu um agente, que a levou para Nova York, onde buscou papéis no teatro. O que conseguiu, angariando inclusive uma indicação ao Tony Awards por sua atuação em The Lieutenant of Inishmore. A partir de então, aceitou trabalhar na televisão em seriados, até que entrou para o cinema. Nos dois ramos, Pill conseguiu ficar marcada em ao menos uma produção: The Newsroom (2012-2014), na TV, e Scott Pilgrim Contra o Mundo (2010), nas telonas. Além disso, já trabalhou duas vezes com Woody Allen, e participou recentemente da série The Family (2016) da ABC, e dos filmes Cooties (2015), Goon: Last of the Enforcers (2016), e Zoom (2016), longa coproduzido entre Brasil e Canadá.

## Vida Pessoal
Ficou noiva do também ator Jay Baruchel em dezembro de 2010 depois do filme Goon, O casal tinha planos para se casar em setembro de 2012, em Quebec, porém os dois terminaram o relacionamento em 2013 por conta da distância. Em maio de 2015, casa com o também ator Joshua Leonard em Los Angeles quatro meses depois de anunciar seu noivado.

## Filmografia

### Filmes
| Ano  | Title                                | Papel              | Notas          |
| ---- | ------------------------------------ | ------------------ | -------------- |
| 1999 | The Life Before This                 | Jessica            |                |
| 1999 | Jacob Two Two Meets the Hooded Fang  | Shapiro/Marfa      |                |
| 2000 | Skipped Parts                        | Chuckette Morris   |                |
| 2002 | A.W.O.L.                             | Patient            | Curta-metragem |
| 2002 | Perfect Pie                          | Marie (age 15)     |                |
| 2003 | Pieces of April                      | Beth Burns         |                |
| 2003 | Fast Food High                       | Emma Redding       |                |
| 2004 | Confessions of a Teenage Drama Queen | Ella Gerard        |                |
| 2004 | The Crypt Club                       | Liesl              | Curta-metragem |
| 2004 | Dear Wendy                           | Susan              |                |
| 2007 | Dan in Real Life                     | Jane Burns         |                |
| 2008 | Milk                                 | Anne Kronenberg    |                |
| 2009 | The Awakening of Abigail Harris      | Abigail Harris     | Curta-metragem |
| 2009 | One Way to Valhalla                  | Dale               |                |
| 2010 | Goldstar, Ohio                       | Kendra Harper      | Curta-metragem |
| 2010 | Scott Pilgrim vs. the World          | Kim Pine           |                |
| 2011 | Midnight in Paris                    | Zelda Fitzgerald   |                |
| 2011 | Portraits in Dramatic Time           | Alison Pill        |                |
| 2011 | Goon                                 | Eva                |                |
| 2012 | To Rome with Love                    | Hayley             |                |
| 2012 | Denise                               | Denise             | Curta-metragem |
| 2012 | Santa Baby                           | Alice              | Curta-metragem |
| 2013 | Snowpiercer                          | Professora Grávida |                |
| 2014 | Cooties                              | Lucy McCormick     |                |
| 2015 | Zoom                                 | Emma Boyle         |                |
| 2016 | Hail, Caesar!                        | Mrs. Mannix        |                |
| 2016 | Woman in Deep                        | Birdie             | Curta-metragem |
| 2016 | Cover Up                             | Emma               | Curta-metragem |
| 2016 | Miss Sloane                          | Jane Molloy        |                |
| 2017 | Normcore                             |                    | Pós-produção   |
| 2017 | Goon: Last of the Enforcers          | Eva Glatt          | Pós-produção   |

### Televisão
| Ano     | Title                                             | Papel                     | Notas                                   |
| ------- | ------------------------------------------------- | ------------------------- | --------------------------------------- |
| 1997    | The New Ghostwriter Mysteries                     | Lucy                      | Episode: "Moving Parts"                 |
| 1998    | Fast Track                                        | Alexa Stokes              | Episode: "Real Time"                    |
| 1998    | Psi Factor: Chronicles of the Paranormal          | Sophie Schulman           | Episode: "The Night of the Setting Sun" |
| 1998    | The Last Don II                                   | Bethany                   | Episode: "1.1"                          |
| 1998    | Anatole                                           | Paulette                  | Voice only; 5 episodes                  |
| 1998    | Degas & the Dancer                                | Marie van Goethem         | TV movie                                |
| 1998    | Stranger in Town                                  | Hetty                     | TV movie                                |
| 1999    | Locked in Silence                                 | Lacey                     | TV movie                                |
| 1999    | God's New Plan                                    | Samantha Hutton           | TV movie                                |
| 1999    | Different                                         | Sally Reed                | TV movie                                |
| 1999    | Redwall                                           | Cornflower                | Voice only; 13 episodes                 |
| 1999    | Dear America: A Journey to the New World          | Remember Patience Whipple | TV special                              |
| 1999    | Poltergeist: The Legacy                           | Paige                     | Episode: "Forget Me Not"                |
| 1999    | A Holiday Romance                                 | Fern                      | TV movie                                |
| 2000    | Redwall: The Movie                                | Cornflower                | Voice only; TV movie                    |
| 2000    | Traders                                           | Andrea Exter              | Episode: "Hawks"                        |
| 2000    | The Dinosaur Hunter                               | Julia Creath              | TV movie                                |
| 2000    | The Other Me                                      | Allana Browning           | TV movie                                |
| 2000    | Baby                                              | Larkin Malone             | TV movie                                |
| 2001    | Life with Judy Garland: Me and My Shadows         | Lorna Luft jovem          | Telefilme                               |
| 2001    | Midwives                                          | Constance Danforth        | TV movie                                |
| 2001    | What Girls Learn                                  | Tilden                    | TV movie                                |
| 2002    | The Pilot's Wife                                  | Mattie Lyons              | TV movie                                |
| 2003    | An Unexpected Love                                | Samantha Mayer            | TV movie                                |
| 2004    | What Katy Did                                     | Katy Carr                 | TV movie                                |
| 2004    | A Separate Peace                                  | Beth                      | TV movie                                |
| 2004    | Plain Truth                                       | Katie Fisher              | TV movie                                |
| 2006    | The Book of Daniel                                | Grace Webster             | Main role; 8 episodes                   |
| 2006    | Law & Order: Criminal Intent                      | Lisa Ramsey               | Episode: "Wrongful Life"                |
| 2008    | CSI: Crime Scene Investigation                    | Kelsey Murphy             | Episode: "Woulda, Coulda, Shoulda"      |
| 2009    | In Treatment                                      | April                     | Main role; 7 episodes                   |
| 2010    | Scott Pilgrim vs. the Animation                   | Kim Pine                  | Voice only; TV short                    |
| 2010    | Os Pilares da Terra                               | Princesa Maude            | Papel principal; 8 episodes             |
| 2012–14 | The Newsroom                                      | Maggie Jordan             | Main role; 25 episodes                  |
| 2014    | 7p/10e                                            | Alison                    | Episode: "Day 16"                       |
| 2014    | Therapy                                           | Lucy                      | Episode: "1.1"                          |
| 2014    | Dinner with Friends with Brett Gelman and Friends | Herself                   | TV short                                |
| 2016    | The Family                                        | Willa Warren              | Papel principal; 12 episodes            |
| 2017    | American Horror Story: Cult                       | Ivy Mayfair-Richards      | Papel principal; 09 episodes            |

### Theatre
| Ano  | Title                       | Papel             | Local                        |
| ---- | --------------------------- | ----------------- | ---------------------------- |
| 2003 | None of the Above           | Jamie             | Ohio Theatre                 |
| 2004 | The Distance From Here      | Jenn              | MCC Theater                  |
| 2005 | On The Mountain             | Jaime             | Playwrights Horizons         |
| 2006 | The Lieutenant of Inishmore | Mairead           | Lyceum Theatre               |
| 2007 | Blackbird                   | Una               | Manhattan Theater Club       |
| 2007 | Mauritius                   | Jackie            | Biltmore Theatre             |
| 2008 | reasons to be pretty        | Steph             | Lucille Lortel Theatre       |
| 2010 | The Miracle Worker          | Anne Sullivan     | Circle in the Square Theatre |
| 2010 | This Wide Night             | Marie             | Peter Jay Sharp Theatre      |
| 2011 | The House of Blue Leaves    | Corrinna Stroller | Walter Kerr Theatre          |
| 2013 | Wait Until Dark             | Susan             | Geffen Playhouse             |
| 2015 | The House That Jake Built   | –                 | Iama Theatre Company         |

### Videos Musicais
| Ano  | Artista       | Música                      |
| ---- | ------------- | --------------------------- |
| 2004 | Lindsay Lohan | "Drama Queen (That Girl)"   |
| 2010 | Owen Pallett  | "Lewis Takes Off His Shirt" |
| 2010 | Nick Casey    | "Medicine"                  |

### Web
| Ano  | Website      | Episódio                               |
| ---- | ------------ | -------------------------------------- |
| 2016 | Funny or Die | "Honest Phone Sex For Married Couples" |
| 2016 | WeatherFrom  | "Angel and Demon"                      |

## Prêmios e Indicações
| Ano  | Prêmio                                         | Categoria                                                                                       | Trabalho                    | Resultado |
| ---- | ---------------------------------------------- | ----------------------------------------------------------------------------------------------- | --------------------------- | --------- |
| 2000 | Burbank International Children's Film Festival | Best Child Actress Performance                                                                  | The Dinosaur Hunter         | Venceu    |
| 2000 | Young Artist Award                             | Best Performance in a TV Movie or Pilot – Supporting Young Actress                              | Degas and the Dancer        | Indicado  |
| 2001 | Young Artist Award                             | Best Ensemble in a TV Movie (Shared with cast)                                                  | The Other Me                | Indicado  |
| 2002 | Young Artist Award                             | Best Performance in a TV Movie or Special – Leading Young Actress                               | What Girls Learn            | Indicado  |
| 2003 | Gemini Awards                                  | Best Performance in a Children's or Youth Program or Series                                     | The Dinosaur Hunter         | Indicado  |
| 2004 | Drama Desk Award                               | Outstanding Play (Shared with cast)                                                             | The Distance From Here      | Indicado  |
| 2004 | Drama Desk Award                               | Outstanding Ensemble Performance                                                                | The Distance From Here      | Venceu    |
| 2005 | Lucille Lortel Awards                          | Outstanding Featured Actress                                                                    | On the Mountain             | Indicado  |
| 2006 | Tony Award                                     | Best Featured Actress in a Play                                                                 | The Lieutenant of Inishmore | Indicado  |
| 2007 | Outer Critics Circle Award                     | Outstanding Actress in a Play                                                                   | Blackbird                   | Indicado  |
| 2008 | Lucille Lortel Award                           | Outstanding Lead Actress                                                                        | Blackbird                   | Indicado  |
| 2009 | Screen Actors Guild Award                      | Outstanding Performance by a Cast in a Motion Picture (Shared with cast)                        | Milk                        | Indicado  |
| 2009 | Online Film & Television Association Award     | Best Supporting Actress in a Drama Series                                                       | In Treatment                | Indicado  |
| 2011 | Online Film & Television Association Award     | Best Original Song (Shared with cast)                                                           | Scott Pilgrim vs. the World | Indicado  |
| 2011 | Phoenix Film Critics Society Awards            | Best Ensemble Acting (Shared with cast)                                                         | Midnight in Paris           | Indicado  |
| 2011 | Drama League Award                             | Distinguished Performance                                                                       | This Wide Night             | Indicado  |
| 2011 | Gemini Awards                                  | Best Performance by an Actor in a Featured Supporting Role in a Dramatic Program or Mini-Series | The Pillars of the Earth    | Venceu    |
| 2013 | Vancouver Film Critics Circle Award            | Best Supporting Actress in a Canadian Film                                                      | Goon                        | Indicado  |
| 2014 | Virtuoso Award                                 | Best Breakthrough Performances                                                                  | Cooties                     | Venceu    |